# هيليل فورشتنبرغ
هيليل فورشتنبرغ (بالعبرية: הלל פורסטנברג‏) (بالإنجليزية: Hillel Furstenberg) هو عالم رياضيات أمريكي إسرائيلي.